# Аджаматов, Аткай Акимович
Атка́й Аки́мович Аджама́тов (27 июня 1910, Эндери — 1998) — кумыкский поэт, прозаик, драматург и переводчик; Народный поэт Дагестана (1990).

## Биография
Настоящее имя Аджиакав, имя Аткай изначально возникло как литературный псевдоним. Родился в известном зажиточном роде:
- предок по отцу — эндиреевский уздень Шихмурза Аджаматов, начав с нуля, благодаря своей предприимчивости стал одним из богатейших людей Кавказа;
- близкий родственник Мурад Аджаматов (Дагестанлы) — известный иракский фотограф;
- дядя по матери — председатель Всероссийского мусульманского совета, писатель (автор романа «Брат на брата») и поэт осетин Ахмет Цаликов.

В 1929 году окончил Первый Буйнакский педагогический техникум. Учился на Высших литературных курсах при Литературном институте им. М. Горького в Москве.
В дальнейшем в течение многих лет работал консультантом правления Союза писателей Дагестана, руководил секцией кумыкских писателей. Член Союза писателей СССР с 1934 года.
В 1937 году был необоснованно репрессирован; спустя полтора года, ввиду недоказанности вины, был освобождён.
На протяжении десятилетий являлся одним из неофициальных лидеров кумыкской интеллигенции.

## Творчество
Первые публикации Аткая появились в 1927 году на страницах кумыкской областной газеты «Ёлдаш» («Товарищ»).
Его очерки показывали борьбу новых идей с прежними устоями жизни. В последующие годы в дагестанских издательствах вышли его книги на родном и русском языках, в которых Аткай отстаивает идеи укрепления и развития социалистического строя.

### Избранные произведения
Поэмы
- «Огонь по частной собственности»
- «На аульской свадьбе»,
- «Кызыл-Яр»,
- «Оленьи рога»,
- «Сотав и Рашия»,
- «Айдемир»

Книги стихов
- «Атака по невежеству» (1934)
- «Тупау»
- «Простые слова»
- «Гнездо орла»
- «В кумыкской степи»
- «Моя звезда»
- «Рабият»
- «Чудотворные руки»
- «О луне и чабане»
- «Тамада»
- «Белый голубь»
- «Танец узоров»
- «Триста гор»

Книги на русском языке
Источник — Электронные каталоги РНБ
- Аткай. Избранное. — Махачкала: Дагест. кн. изд-во, 2002. — 213 с. — (Содерж.: Я горжусь: Рассказ; Земля-гнездо человеческое: Стихи. Баллады. Поэмы; Белый голубь: Сказка). — 500 экз. — ISBN 5-297-01311-9.
- Аткай. Белый голубь : Даг. сказка : Для дошкольного и мл. школьного возраста / Пер. с кумык. С. Я. Маршака. — М.: Сов. Россия, 1973. — 28 с. — 150 000 экз.
  - . — М.: Сов. Россия, 1976. — 24 с. — 150 000 экз.
  - . — М.: Дет. лит., 1989. — 24 с. — 100 000 экз. — ISBN 5-08-000846-6.
- Аджаматов А. А. В кругу друзей : Стихи и поэмы / Пер. с кумык. — Махачкала: Даг. кн. изд-во, 1985. — 119 с. — (Циклы: Посвящения; С доброй улыбкой; Поэмы: Рассказы о Кизляре; Отец и дочка). — 1000 экз.
- Аткай. В кумыкской степи: Проза : Поэзия / Пер. с кумык. — Махачкала: Дагкнигоиздат, 1960. — 264 с. — 5000 экз.
- Аткай. Верность : стихи и поэмы / Пер. с кумык. — Махачкала: Эпоха, 2007. — 221 с. — (Содерж.: Стихи; Танец узоров: горская поэма; поэмы: Рассказы о Кизляре; Сотау и Рашия). — 2000 экз. — ISBN 978-5-98390-036-3.
- Аткай. Горящий камень : Стихотворения и поэмы / Пер. с кумык. — М.: Современник, 1981. — 158 с. — 20 000 экз.
- Аткай. Каменная колыбель : Стихи и поэма / Авториз. пер. с кумык. С. Сущевского. — М.: Сов. писатель, 1976. — 110 с. — 18 000 экз.
- Аткай. О луне и чабане : [Стихи и сказки : Для мл. шк. возраста]. — Махачкала: Дагучпедгиз, 1967. — 63 с. — 10 000 экз.
- Аткай. Побратимы : [О танкистах Герое Советского Союза Э. Джумагулове и А. Карасеве] : Повесть / Пер. с кумык. П. Забора и Н. Левченко. — М.: Воениздат, 1963. — 83 с. — (Б-ка солдата и матроса). — 30 000 экз.
- Аткай. Постоянство : Стихи и поэмы / Пер. с кумык. — М.: Современник, 1977. — 239 с. — (Библиотека поэзии «Россия». Содерж.: Стихи; Легенда и поэмы: Танец узоров (Горская легенда); Рассказы о Кизляре; Сотау и Рашия). — 10 000 экз.
- Аткай. Простые слова : Стихи / Пер. с кумык. — М.: Сов. писатель, 1960. — 94 с. — 3000 экз.
- Аткай. Рабият : Поэма / Авториз. пер. с кумык. Е. Елисеева и Я. Козловского. — М.: Сов. писатель, 1957. — 59 с. — 5000 экз.
- Аткай. Сотау и Рашия : Поэма / Авториз. пер. с кумык. А. Тарковского. — М.: Сов. писатель, 1971. — 88 с. — 8000 экз.
- Аткай. Тамада : Стихи и поэмы / Пер. с кумык. — М.: Сов. Россия, 1972. — 128 с. — (Содерж.: Стихи. Поэмы: Оленьи рога; Танец узоров; Ленин и мой сосед). — 10 000 экз.
- Аткай. Танец узоров : Стихи, легенды, поэмы : [Для сред. и ст. школьного возраста] / Пер. с кумык. — Махачкала: Дагучпедгиз, 1976. — 64 с. — 10 000 экз.
  - Танец узоров / Пер. с кумык. — М.: Сов. Россия, 1984. — 110 с. — (Содерж.: Стихотворения; Поэмы: Рабият; Гель-бах; Айдемир). — 25 000 экз.

Пьесы
- «Стальной капкан»
- «Ансар»
- «Невесты»
- «Мост дружбы»
- «Сотав и Рашия»
- «Птица Гуглухай»

Очерки
- «Из тесных гор на простор равнин» (1931)
- «Добровольность — основа победы» (1932)

Составление и редакция
- Поэзия народов Дагестана : Антология : В 2-х т / Сост.: А. Аджаматов, Р. Гамзатов, А. Назаревич. — М.: Гослитиздат, 1960. — 406+439 с. — 7000 экз.

Аткай составил поэтические сборники кумыкских поэтов о войне «На фронт, товарищи, на фронт» (1942) и «Вперёд, товарищи, вперёд» (1944).
Подготовил один из разделов сборника «Сокровищница песен кумыков» (1959, 1979).

## Награды
- орден «Знак Почёта» (04.05.1960).
- народный поэт Дагестана (1990).
- республиканская премия им. С. Стальского (1971) — за книгу «Танец узоров».

## Память
- В конце 1990-х годов в посёлке Семендер г. Махачкалы улица была названа именем Аджаматова, также улицы есть в Султан-Янги-Юрте, Бабаюрте и Эндирее.
- На доме № 3 по улице М. Гаджиева в Махачкале, где жил Аткай, установлена мемориальная доска.